# Imgur

로고

Imgur(/ˈɪmədʒər/, 이머저)는 2009년 앨런 샤프가 설립한 미국의 온라인 이미지 공유 커뮤니티, 이미지 호스팅 사이트이다.

## 역사
이 기업은 앨런 샤프의 부차적 프로젝트로서 2009년 오하이오주 애선스에서 시작되었으며 당시 그는 오하이오 대학교 컴퓨터 과학부에 재학하였다. Imgur는 유사 사이트에서 마주치는 사용성 문제에 대응하여 개발되었다. 온라인 커뮤니티 레딧에 대한 선물로 기획되었으며 하루 수천 히트에서 처음 5개월 간 총 1백만 페이지 조회수로 성장하였다. Imgur는 페이스북, 레딧, Digg와 같은 소셜 미디어 웹사이트들의 인기 상승으로 널리 알려지게 되었다. 2012년 10월, Imgur는 유명 이미지 갤러리에 표시하기 위해 이미지들이 레딧과 같은 다른 소셜 미디어 사이트들을 통해 충분한 집중을 받지 않더라도 사용자들이 직접 이미지를 공유하라 수 있도록 기능을 확장하였다.
2011년 1월, 이 기업은 오하이오주에서 샌프란시스코로 이사하였다. 2013년 6월 기준으로 직원 수는 10명이었으며, 테크크런치의 2012 크런치스 어워드에서 Best Bootstrapped Startup 상을 수상했다.